# إيدوغاوا رانبو
إيدوغاوا رانبو (باليابانية: 江戸川 乱歩) كاتب ياباني، سمّى نفسه بهذا الاسم لأنه يشبه اسم كاتبه المفضل إدغار آلان بو فنطق الاسمين متشابه باللغة اليابانية. اسمه الحقيقي تارو هيراي (باليابانية: 平井 太郎) ولد في 21 أكتوبر / تشرين الأول 1894 وتوفي في 28 يونيو / حزيران 1965، لقد كان كاتب ياباني وناقد لعب دورا رئيسيا في تطوير ألغاز الخيال اليابانية، كثير من رواياته تنطوي على المحقق البطل كوغورو أكيتشي، الذي كتب في وقت لاحق أن زعيم مجموعة من رجال المباحث صبي معروف باسم زمرة الفتيان المحققين (少年探侦団 شونين تانتي دان).
كان رانبو معجبا بكتابات الألغاز في الغرب وخصوصا إدغار آلان بو، والذي حاول أن يترجم أعماله إلى اليابانية خلال أيامه كطالب في جامعة واسيدا، وكاتب الألغاز اليابانية ريوكو كورويوا.

## روابط خارجية
- إيدوغاوا رانبو على موقع IMDb (الإنجليزية)
- إيدوغاوا رانبو على موقع ألو سيني (الفرنسية)
- إيدوغاوا رانبو على موقع قاعدة بيانات الأفلام السويدية (السويدية)
- إيدوغاوا رانبو على موقع قاعدة بيانات الفيلم (الإنجليزية)
- إيدوغاوا رانبو على موقع كينوبويسك (الروسية)

- إيدوغاوا رانبو  على قاعدة بيانات الخيال التأملي على الإنترنت